# 디나 쇼어

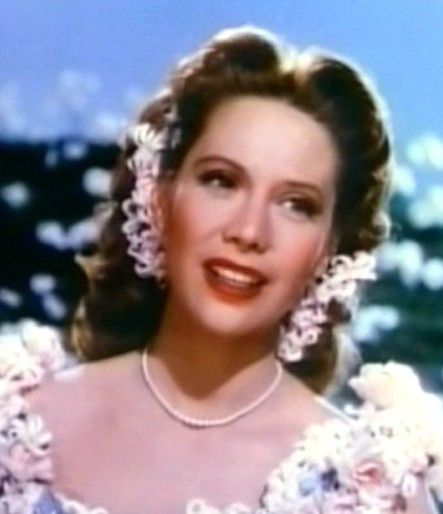

디나 쇼어(Dinah Shore, 1916년 ~ 1994년)는 미국의 가수이다. 테네시주의 윈체스터에서 태어났다. 내시빌의 고등학교 시절에는 축구 응원단장으로 인기를 독차지하였으며, 노래 솜씨가 대단하였다. 《다이나》 만을 노래로 불렀기 때문에 그것이 애칭이 되었다. 번더빌트대학을 졸업한 후로는 노래에 전념하였다. 라디오나 무대에서 호평을 받아 폭넓은 레퍼토리와 교묘한 창법으로 스타의 지위를 확보하였다. 《단추와 리본》, 《틸》, 《블루 카나리》 등의 히트곡이 많으며, 음반으로는 《도레미의 노래》가 있다.